# Roger De Vogel
Roger De Vogel (Moerzeke, 22 september 1957 - Dendermonde, 27 augustus 2021) was een Belgische atleet, die zich had toegelegd op de lange afstand. Hij nam viermaal deel aan de wereldkampioenschappen veldlopen en behaalde daarbij een bronzen medaille in het landenklassement. Hij veroverde één Belgische titel.

## Biografie
De Vogel nam tussen 1979 en 1981 drie opeenvolgende keren deel aan de wereldkampioenschappen veldlopen met een twintigste plaats in 1981 als beste resultaat. In 1980 werd hij samen met de Belgische ploeg derde in het landenklassement. In 1981 werd De Vogel Belgisch kampioen op de 10.000 m. In 1984 nam hij voor de vierde maal deel aan de wereldkampioenschappen veldlopen, maar haalde geen ereplaats.

### Clubs
De Vogel was aangesloten bij AC Denderland en stapte in 1981 over naar Excelsior SC. Na het stopzetten van zijn actieve carrière werd hij trainer bij AC Lebbeke.

### Beroep
De Vogel werd op aangeven van zijn vriend Leon Schots beroepsmilitair. Hij werd in 1979 derde op de wereldkampioenschappen veldlopen voor militairen.

## Belgische kampioenschappen
| Onderdeel | Jaar |
| --------- | ---- |
| 10.000 m  | 1981 |

## Persoonlijke records
| Onderdeel | Prestatie | Datum            | Plaats   |
| --------- | --------- | ---------------- | -------- |
| 3000 m    | 7.58,8    | 12 juli 1981     | Heverlee |
| 5000 m    | 13.36,2   | 4 juni 1980      | Leuven   |
| 10.000 m  | 28.24,95  | 27 augustus 1982 | Brussel  |

## Palmares

### 10.000 m
- 1981:  BK AC - 28.39,81

### Veldlopen
- 1979: 76e WK in Limerick
- 1980: 57e WK in Parijs
- 1980:  landenklassement WK in Parijs
- 1981: 20e WK in Madrid
- 1984: 152e WK in New York